# Emile Wijntuin

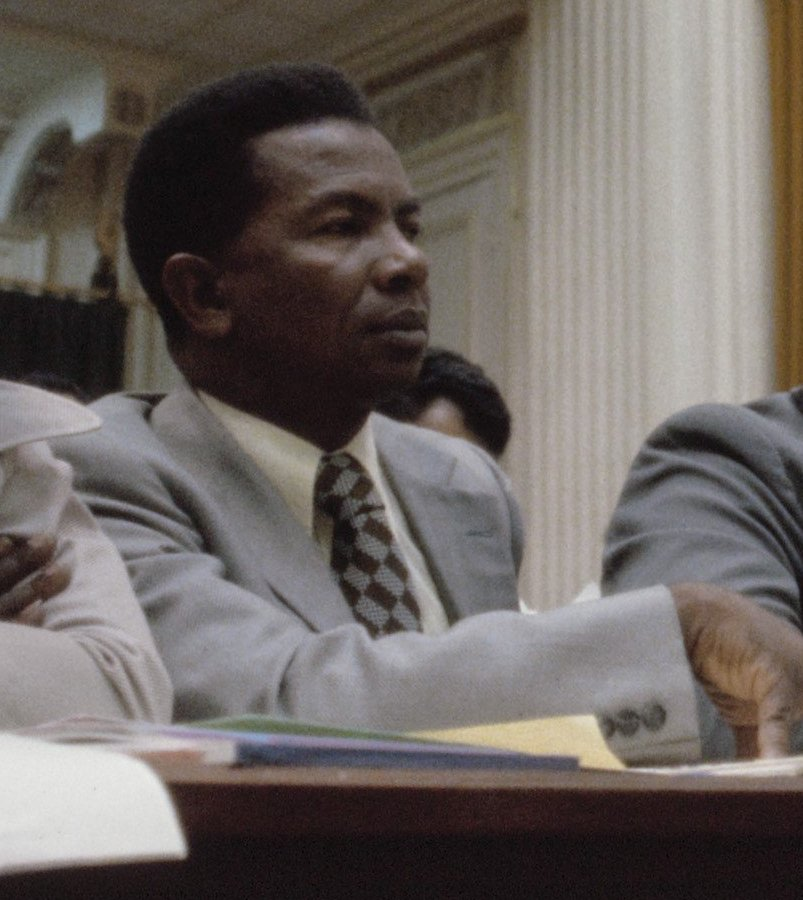
E.L.A. Wijntuin (1975)

Emile Linus Alfred Wijntuin (Totness, 22 september 1924 – Paramaribo, 7 mei 2020) was een Surinaams politicus.
Hij was de enige zoon in een arm gezin met zes kinderen. Hij ging naar een 8-jarige ulo maar kon door familie-omstandigheden het laatste jaar niet afmaken. Vervolgens was hij werkzaam in de wegenbouw en in het district Coronie verdiende hij zijn loon met werken in de landbouw. Een onderwijzer die hem onder andere hielp met rekenen en taal had een bemiddelende rol om hem in Paramaribo geplaatst te krijgen. Wijntuin kreeg een baan bij een RK-pastorie in de hoofdstad en volgde daarnaast een studie om te kunnen gaan werken in het onderwijs. Eind 1947 slaagde hij voor voor het examen voor een hulpakte waarna hij als kweekeling en later als hulponderwijzer werd aangesteld. Wijntuin slaagde in 1952 voor het examen voor de onderwijzersakte en zes jaar later behaalde hij ook de hoofdakte. Naast zijn werk in het onderwijs was hij betrokken bij onderwijsbonden en de politiek. Bij de parlementsverkiezingen van 1955 was hij zonder succes voor de katholieke PSV kandidaat in het kiesdistrict Coronie. Drie jaar later lukte het hem wel om verkozen te worden tot lid van de Staten van Suriname. Hij zou tot 1967 Statenlid blijven. Bij de verkiezingen van 1969 werd hij herkozen en vier jaar later volgde hij Olton van Genderen op als parlementsvoorzitter. Vanaf de Surinaamse onafhankelijkheid in 1975 was Wijntuin lid en voorzitter van het Parlement van Suriname. Bovendien was hij PSV-voorzitter.
Na het overlijden in 1979 van het parlementslid Walther Zalmijn was de samenstelling van het parlement: 19 parlementsleden die de regering steunden en ook 19 van de oppositie. Omdat de oppositie geen quorum wilde verlenen (minstens 20 parlementsleden moesten aanwezig zijn bij aanvang van een vergadering) om Zalmijns opvolger Max Koorndijk toegelaten te krijgen tot het parlement was er sprake van een patstelling. Om uit die patstelling te komen besloot Wijntuin in mei 1979 als voorzitter van het parlement dat Koorndijk als toegelaten kon worden beschouwd bij de aanvang van dezelfde vergadering waarbij hij werd toegelaten. De oppositie boycotte daarop alle vergadering  van het parlement. Na bemiddeling van dan wel ingrijpen door president Ferrier werd drie maanden later samen met de oppositie een akkoord bereikt. Besloten werd dat er voor eind maart 1980 vervroegde verkiezingen zouden komen en dat de oppositie quorum zou verlenen aan een nieuwe vergadering van het parlement waarin Koorndijk na onderzoek van de geloofsbrieven zou worden toegelaten. Koorndijk werd op 31 augustus 'opnieuw', maar dit keer volgens de grondwettelijke regels, toegelaten tot het parlement.
Met de Sergeantencoup van 25 februari 1980 onder leiding van Desi Bouterse kwamen de militairen aan de macht en de verkiezingen van 27 maart 1980 gingen niet door. Een half jaar later werd het parlement buiten werking gesteld en daarmee kwam een einde aan het voorzitterschap van Wijntuin. In april 1980 was hij al gearresteerd op basis van de valse beschuldiging van medewerking aan een contracoup. Vanwege kritiek op het regime kreeg hij aan het eind van dat jaar huisarrest. Nadat hij in Venezuela een conferentie had bezocht nam hij het besluit om niet naar zijn vaderland terug te keren. In plaats daarvan woonde hij eerst in Curaçao en later in Nederland. 
In 1985 werd Ulrich Aron de voorzitter van een parlement met 31 leden waarvan er 14 waren aangewezen door de militairen, 11 door de vakbeweging en 6 door het bedrijfsleven.
Bij het herstel van de democratie met de verkiezingen van 1987 werd Jagernath Lachmon gekozen als de voorzitter van de opvolger van het Parlement van Suriname: De Nationale Assemblée. Pas in de jaren 90 keerde Wijntuin terug naar Suriname.
Hij schreef meerdere boeken, onder andere over Pater Weidmann (medeoprichter van de PSV) en Louis Doedel (een van de eerste Surinaamse vakbondsleiders). Verder was hij voorzitter van de Stichting Pater Weidmann en erevoorzitter van de PSV.
Wijntuin overleed in mei 2020 op 95-jarige leeftijd in Paramaribo.
Emile Wijntuin heeft op 17 oktober 2020 postuum op voordracht van het Bisdom Paramaribo de onderscheiding Pro Ecclesia et Pontifice ontvangen voor zijn bewezen diensten aan de Rooms-Katholieke Kerk in Suriname. De Pauselijke onderscheiding is tijdens een ceremoniële plechtigheid is de De Sint Petrus en Pauluskathedraal van Suriname door Monseigneur Karel Choennie overhandigd aan zijn weduwe Ninon Wijntuin- Alvares.